# Curoca
Curoca (fins 1975 Vila de Aviz) és un municipi de la província de Cunene. Té una extensió de 7.998 km² i 41.750 habitants. Comprèn les comunes d'Oncócua i Chitado. Limita al nord amb els municipis de Chiange i Cahama, a l'est amb el municipi d'Ombadja, al sud amb la República de Namíbia, i a l'oest amb els municipis de Tômbua i Virei.